# Rheochlus prolongatus
Rheochlus prolongatus är en tvåvingeart som beskrevs av Lars Zakarias Brundin 1966. Rheochlus prolongatus ingår i släktet Rheochlus och familjen fjädermyggor. Inga underarter finns listade i Catalogue of Life.